# أنطوني هولدن
أنطوني هولدن (بالإنجليزية: Anthony Holden)‏ هو صحفي بريطاني، ولد في 22 مايو 1947، وتوفي سنة 2023.